# Софіївська культура
Софіївська культура — археологічна культура українського лісостепу мідної доби.
Входить до культурно-історичної спільноти Кукутені-Трипілля. Відноститься до останньої стадії Трипілля-СІІ, що існувала у першій чверті ІІІ тисячоріччя до Р. Х.

## Походження
На останній стадії Трипільської культури СІІ під натиском степовиків з південного сходу територіальна єдність величезної території досягнута на стадії Трипілля-СІ була втрачена. Трипільська культура втрачає Дніпро-Бузьке лісостепове межиріччя та Побужжя. На північному сході колишнього ареалу культурно-історичної спільноти Кукутені-Трипілля залишилася ізольованою на Дніпрі в районі Києва Софіївська група пам'яток. Вона почала діяти окремо й поширюватися на інші терени.

## Софіївська група пам'яток
Відомі чотири ґрунтові цвинтарі поблизу сіл Чернин (Таращанський район), Червоний хутір (Дарницький район Києва), Софіївка та Завалівка у Київській області, розташовані на піщаних дюнах уздовж краю борової тераси лівого берега Дніпра.

## Поховання
Тілоспалення на стороні. Прах ховали в урнах або мішечках у ямах.
У половині поховань виявлено:
- знаряддя праці — крем'яні ножі, клинцеві сокири, рогові сокирки, ретушери, віджимники, прясла,
- зброю — кам'яні сокири-молоти, мідні сокири й кинджали, крем'яні та мідні вістря стріл,
- прикраси — мідні браслети й пронизки, намистини з бурштину, кості, каменю,
- кераміку — широкогорлі й біконічні горщики, опуклотілі посудини, конічні чаші, амфорки, мініатюрний посуд.

Аналіз ритуалу дає серед населення софіївської культури:
- чотири статево-вікові групи — діти-підлітки, дорослі, чоловіки, жінки
- три соціальні страти.

## Рух софіївської культури
Носії софіївської культури рушили далі на Захід, де вони сформували західноволинську групу пам'яток.